# 2017年のアイルランド
2017年のアイルランド （2017ねんのアイルランド）では、2017年のアイルランドに関する出来事について記述する。

## できごと

### 1月
- 1月19日 - 武装組織IRA（アイルランド共和軍）元指導者でシン・フェイン党の政治家マーティン・マクギネス、健康上の理由で政界引退を表明[1]。

### 3月
- 3月14日 - アイルランド沿岸警備隊所属の救難ヘリコプターが、アイルランド北西部メイヨー県沖の大西洋上で墜落し、乗員4人のうち2人が死亡、残り2人は行方不明に[2]。
- 3月21日 - 武装組織IRA（アイルランド共和軍）元指導者で約2月前の1月19日に政界引退を表明したマーティン・マクギネスが病死、享年66歳[3]。

### 6月
- 6月2日 - 与党フィナ・ゲール、新党首に社会保護大臣レオ・バラッカーを選出[4]。
- 6月14日 - フィナ・ゲール党首レオ・バラッカー、第20代首相に就任。38歳での首相就任はアイルランド史上最年少であり、また、同性愛者の首相就任もアイルランド史上初めてとなった[5]。

### 8月
- 8月16日 - イギリス、欧州連合離脱後のアイルランドと英領北アイルランドの国境について、国境検問所は復活すべきではなく、人と物の自由往来を維持する考えを示した。これに対して、欧州連合に残留するアイルランドは「有益で時宜にかなっている」と評価した[6]。

## 死去
- 2月13日 - フェイムアンドグローリー、競走馬（2006年 -）
- 2月18日 - スラマニ、競走馬（1999年 -）
- 3月13日 - デインヒルダンサー、競走馬（1993年 -）
- 3月21日 - マーティン・マクギネス、政治家（1950年 -）
- 4月21日 - ケープクロス、競走馬（1994年 -）
- 4月27日 - アンバリーハウス、競走馬（1992年 -）
- 5月3日 - パピヨン、競走馬（1991年 -）